# One Way…Or Another
One Way…Or Another — второй студийный альбом американской группы Cactus, вышедший в 1971 году на лейбле Atco Records.
По воспоминания Кармина Апписи:

Вернувшись в Нью-Йорк, мы пошли в Electric Lady, чтобы сделать наш второй альбом, который должен был называться «One Way…Or Another». Процесс записи начался с моего неудачного столкновения. По дороге на репетицию в своём Jaguar XKE я врезался в женщину в большом Крайслере, которая сделала сумасшедший поворот передо мной. <…> Нам пришлось отложить альбомные сессии и отменить кучу концертов. Когда мы наконец начали собираться, все пошло на лад. <...> Создание альбома было буйством, и гораздо более увлекательным, чем первая запись. У нас была полная сценическая установка в знаменитой студии А, и мы вошли туда с наброском песен, а затем написали большинство из них там. Эти сессии были подвижными, быстрыми и продуктивными и породили то, что стало одной из наших фирменных мелодий: “Big Mama Boogie.”
Оригинальный текст (англ.)Back in New York City, we went into Electric Lady to make our second album, which was to be called 'One Way ... or Another'. The recording process started off with the wrong kind of hit for me. On the way to rehearsal in my Jaguar XKE, I smashed into a woman in a big Chrysler who made a crazy turn in front of me. I gripped the steering wheel hard at the moment of impact, and the doctor who treated me told me the effect was like if I had smashed my arms with a metal hammer. We had to delay the album sessions and cancel a load of gigs. When we finally got going, things started looking up. <...> Making the album was a riot, and way more fun than the first record. We had our full stage setup in the famous Studio A and went in with an outline of songs, then wrote most of them in there. The sessions were fluid, speedy, and productive and gave birth to what became one of our signature tunes: “Big Mama Boogie.”

Помимо оригинальных песен содержит две карвер-версии: хит Литл Ричарда «Long Tall Sally» и песня Чака Виллиса «I Feel So Bad».

## Список композиций
Авторы песен Appice, Bogert, Day, McCarty кроме отмеченных
1. «Long Tall Sally» (Blackwell, Johnson, Penniman) — 5:54
2. «Rockout, Whatever You Feel Like» — 4:00
3. «Rock 'N' Roll Children» — 5:44
4. «Big Mama Boogie, Pt. 1 & 2» — 5:29
5. «Feel So Bad» (Chuck Willis) — 5:31
6. «Song For Aries» — 3:05
7. «Hometown Bust» — 6:39
8. «One Way…Or Another» — 5:06

## Участники записи
- Tim Bogert — бас, бэк-вокал, вокал на 2 треке
- Carmine Appice — ударные, перкуссия, бэк-вокал
- Jim McCarty — гитара
- Rusty Day — вокал, гармоника